# Oligia hispanica
Oligia hispanica là một loài bướm đêm trong họ Noctuidae.